# Dyschoriste candida
Dyschoriste candida är en akantusväxtart som beskrevs av T. S. Brandegee. Dyschoriste candida ingår i släktet Dyschoriste och familjen akantusväxter. Inga underarter finns listade i Catalogue of Life.